# Église Sainte-Marguerite de Tournai
Pour les articles homonymes, voir Église Sainte-Marguerite.
L’église Sainte Marguerite est un édifice religieux catholique de style néoclassique, sis sur la place de Lille à Tournai (Belgique). Construite en 1756 par les chanoines de Saint Médard à la suite de l’incendie du bâtiment précédent datant du XIVe siècle cette église a régulièrement changé de propriétaire et de statut revêtant tantôt la fonction paroissiale, tantôt la fonction abbatiale. Elle est aujourd’hui désacralisée et fermée au public depuis la suppression de la paroisse en 1968. La tour médiévale et le porche néoclassiques furnt classés en 1936.

## Histoire

### Églises antérieures
En 1288 débute la construction d’une église dédiée à sainte Marguerite sur le vieux marché aux vaches, à l’emplacement d’une ancienne chapelle consacrée à cette même sainte. L’édification de ce bâtiment correspond à l’établissement d’une nouvelle paroisse érigée par l’évêque de Tournai, Michel de Warenghien. 
L’exiguïté de l’édifice nécessite ensuite sa reconstruction qui débute en 1361 sous l’épiscopat de Philippe d’Arbois. C’est lors de ce second chantier qu’est élevée la tour gothique, en 1363 précisément. Cette église, précédée de la tour percée d’un portail, est composée d’une nef à quatre travées, d’un transept à chevet plat et d’un chœur bas à chevet polygonal. L’édifice s’orne petit à petit de tableaux, retables et statues grâce à des dons et legs. Le nom de Roger de la Pasture est mentionné dans les comptes de la paroisse. Mais le 23 août 1566, les iconoclastes pillent l’édifice et détruisent ce décor fastueux. 
En 1667, Louis XIV s’empare de la ville. Il charge Vauban d’améliorer les fortifications de celle-ci et d’y édifier une citadelle. L’architecte rase pour cela tout un quartier, celui de la paroisse Sainte-Catherine, dans lequel se trouvait l’abbaye de Saint-Médard / Saint-Nicolas-des-Prés établie sur le Mont Saint-Médard. Les chanoines obtiennent en compensation l’église Sainte-Marguerite, son presbytère et ses annexes. Le 6 août 1672, par lettre de cachet, Louis XIV enjoint à l’évêque de Tournai, Gilbert de Choiseul, de démembrer la paroisse Sainte-Marguerite entre les paroisses Saint-Nicaise, Saint-Quentin et Saint-Jacques étant donné qu’elle ne possédait plus d’église paroissiale. À la suite du décès de l’abbé de Saint-Médard, l’église n’est officiellement transmise que le 26 février 1674. Grâce à l’aide financière donnée en dédommagement, les religieux construisent et aménagent un ensemble architectural conventuel assez remarquable qui se développe le long de la rue As Pois. L’église est alors prolongée d’un clos abbatial de style classique.

### Église actuelle
Dans la nuit du 23 décembre 1733, un incendie démarre dans la sacristie et détruit le chœur, la nef, la flèche et les ornements. Seul le clocher survit au sinistre. L’abbé en fonction à cette époque, Augustin Dupré, n’entreprend pas de relever une nouvelle église car la situation financière de l’abbaye ne le permet pas. Il faut attendre la nomination de Jean-Baptiste Van der Heyden qui inaugure la reconstruction le 6 mars 1756 (millésime gravé sur la charpente). Le bâtiment élevé témoigne du courant de modernisation des abbayes dans les Pays-Bas autrichiens. Le plan est allongé, le vaisseau en brique est étroit et haut et l’intérieur décoré de manière austère avec de grands pilastres corinthiens reliant le sol à la naissance des voûtes. On ne connaît pas le nom de l’architecte, mais on peut supposer que l’édifice fut terminé en 1760 grâce aux connaissances que l’on a de l’état d’avancement des travaux en 1757. Les bâtiments claustraux sont restaurés à la même époque car ils avaient été détériorés lors du siège de la ville par les Français en 1745.
En 1779, les chanoines de Saint Médard rachètent l’ancien collège des Jésuites au gouvernement autrichien, ce qui permet la réaffectation de l’édifice en église paroissiale. Ce déménagement eut des conséquences directes sur l’état du bâtiment car les chanoines de Saint Médard emportèrent avec eux le mobilier mais aussi les dalles de marbre de l’église désormais paroissiale. Ils durent toutefois financer un nouveau dallage pour réaménager celle-ci. Ils remplacent leur mobilier précieux par un autre, plus simple, de style Louis XVI. C’est de cette époque que date le pavement du chœur et la cure.
Le portail monumental néoclassique a été construit entre le départ des chanoines réguliers vers le collège des Jésuites en 1779 et le décret de l’Impératrice du 28 décembre 1782. Cela signifie que l’abbatiale ouvrait auparavant sur la place de Lille par l’ancien porche gothique de l’église paroissiale. 
Le 31 mars 1814, la ville est attaquée par des troupes françaises et l’église est touchée par des boulets dont on voyait encore les traces en 1882. On sait également qu’en 1875, la fabrique prépara des plans et devis en vue d’une restauration complète mais aucune suite ne fut donnée à ces démarches. En 1880, le conseil communal de la ville, prétextant de gros travaux de restauration à l’église Sainte-Marguerite, vote la suppression de la paroisse et le rattachement à celle de Saint-Quentin. À la suite du refus des paroissiens, la communauté religieuse est maintenue. Une restauration générale de l’édifice (toiture, voûte, campanile, façade et décoration intérieure) est en cours en 1882 grâce à la générosité des paroissiens. Les vitraux du chœur et du transept, fournis par Jean-Baptiste Capronnier, sont installés en 1888. Moins d’un siècle plus tard, lors de la réorganisation diocésaine de la ville, la paroisse est supprimée et adjointe à celle de Saint-Quentin et Saint-Jacques. C’est en 1968 qu’est définitivement fermée l’église Sainte-Marguerite. 
De nombreux travaux ont été effectués au cours du XXe siècle. La couverture en ardoise du clocheton a connu d’importantes réparations en 1914. De 1931 à 1932, des travaux de réfection et de restauration de la tour sont exécutés par décision du conseil communal. Les vitraux sont rénovés en 1943 à la suite des dommages de guerre. Deux ans plus tard ont lieu des travaux de protection provisoire contre la chute de pierres. Cette menace résulte de la vétusté des matériaux et de la chute d’obus qui a détérioré la partie supérieure du porche. En 1954, le dôme et certaines parties du plafonnage des murailles et de la voûte sont restaurés. La coupole au-dessus de la croisée du transept a été totalement refaite avec une structure de bois recouverte de plâtre. Puis, en 1965, des travaux de conservation et de sécurité sont exécutés dans la tour sur demande du conseil communal. Enfin, c’est le porche d’entrée qui fait l’objet d’une importante restauration partiellement financée par la Commission Européenne en 1998. Ces deux dernières campagnes de conservation s’expliquent, outre l’état avancé de dégradation, par le fait que seule la tour médiévale et le porche ont été classés par un Arrêté Royal en 1936. Après diverses propositions de réaffectation qui n’ont pas abouti, l’église a été vendue en 2004 à la société Monument Hainaut.
Désormais, l’église ne cesse de se dégrader. De fait, la partie de la toiture couvrant le chœur a été éventrée progressivement du fait des intempéries. La société Monument Hainaut a démoli cette partie en octobre 2008 afin de la recouvrir d’une toiture provisoire mais celle-ci n’a jamais été posée. La charpente est donc à ciel ouvert et l’humidité gagne petit à petit tout le couvrement du chœur. La friabilité importante de certaines briques provoque aussi des infiltrations par capillarité, principalement au niveau des arcs en plein cintre du chœur.
En octobre 2012, l’église est vendue à Gilles Courier, promoteur et entrepreneur.Des travaux de transformation et rénovation de l’église sont confiés à l'architecte Michel Wiseur de Tournai.
Les travaux envisagés concernent la création d'appartements à partir des baies de fenêtres existantes et la création d'un espace public sur deux niveaux au rez-de-chaussée.

## Description du bâtiment

### Plan et volumétrie
L’église, orientée sud-est nord-ouest, présente un plan inhabituel pour une église paroissiale. De fait, le chœur compte le même nombre de travée que la nef et le transept est très peu marqué. Le porche néoclassique aligné sur la rue est oblique à la tour dans laquelle il débouche. Celle-ci précède le vaisseau composé d’une nef unique à deux travées qui est reliée au chœur par un transept aux bras incurvés et surmonté d’une coupole surbaissée. L’abside est aussi longue que la nef. C’est sa destination initiale d’église abbatiale qui explique la profondeur de ce chœur. En effet, les stalles des moines devaient y prendre place. Une sacristie et un cloître sont accolés au chœur.

### Le porche néoclassique
Le porche situé en front de rue est réalisé en deux matériaux : la pierre bleue est utilisée pour la partie basse (fondations, socles des colonnes et escalier) et la pierre blanche type Avesne pour le reste. Le socle se compose de blocs de pierre bleue posés alternativement en boutisse et en carreau. Il s’agit donc d’un grand appareil régulier à la chaîne d’angle en besace. Le frontispice en lui-même présente des lignes de refends en parement et est composé de deux paires de colonnes, séparées par un emmarchement. Celles-ci sont isolées du mur et font plus ou moins 80cm de diamètre. Leur chapiteau comporte des volutes ioniques et des guirlandes de feuilles. Elles soutiennent un entablement lisse sur bandeau triple. Un fronton triangulaire couronne le tout. Son tympan est constitué d’un médaillon central bordé de souples motifs végétaux. Un portail en bois mouluré occupe le centre de ce porche. L’arc en plein cintre est frappé en son sommet d’une clé en console d’où se développe les guirlandes qui ornent les écoinçons.

### La tour gothique
La haute tour gothique à laquelle est adossée l’église est composée de pierres appareillées en calcaire local. Elle s’élève sur cinq niveaux séparés par des cordons larmiers, mais seuls quatre sont visibles. En effet, le porche dissimule désormais la quasi-totalité des deux premiers étages. Le portail en arc brisé, autrefois à l’entrée du bâtiment, est aujourd’hui protégé par le porche. Des petits chapiteaux – sorte de cul-de-lampe à motifs végétaux – marquent le début de l’arc composé d’une archivolte, de plusieurs voussures et d’un tympan aveugle. La tour est munie de contreforts d’angle peu saillants. Les trois plus hauts niveaux, de taille décroissante en montée, sont percés de baies géminées pour la façade nord-ouest. Seuls, les deux derniers paliers comportent des baies géminées pour les autres faces car le troisième étage n’est éclairé que par une baie unique. Toutes ces ouvertures comprennent deux abat-sons.

### Le vaisseau

#### Extérieur
Le vaisseau du XVIIIe est long et élevé. Les matériaux qui le composent sont la brique et la pierre calcaire. Celle-ci souligne l’édifice, majoritairement en brique, d’un bandeau continu ceinturant le bâtiment sous les fenêtres ébrasées en plein cintre. Elle intervient également dans l’encadrement biseauté des baies en alternance avec la brique. Cette succession de matériaux est reprise aux chaînes d’angle ainsi qu’aux contreforts accusant les travées. Deux bandeaux de pierre superposés constituent la corniche, le premier ayant la forme d’un cavet s’appuyant sur le quart-de-rond du dessous. Le toit en bâtière d’ardoises se termine par des coyaux.  

#### Intérieur

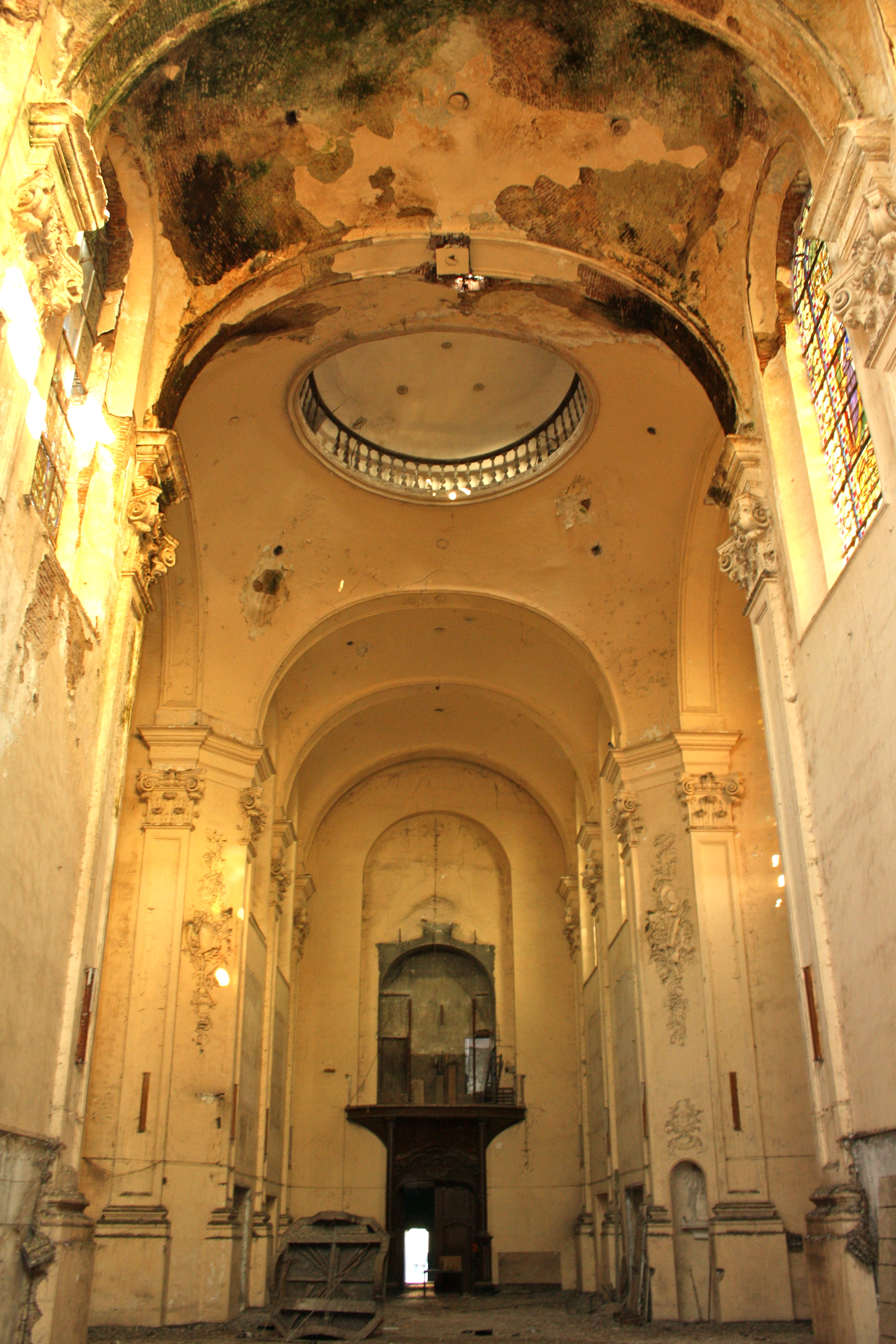
Vaisseau de l'église Sainte-Marguerite

Le sanctuaire se compose d’un vaisseau unique étroit mais élevé, ce qui confère un élan vertical à l’espace intérieur. L’édifice repose sur deux niveaux séparés par une hauteur de marche de quinze centimètres entre le transept et le chœur. L’intérieur est entièrement enduit d’un badigeon blanc cassé. L’ensemble des parois propose la répétition d’un même module : des pilastres colossaux se dressent jusqu’à la naissance des arcs-doubleaux en plein cintre et les fenêtres placées très haut occupent la paroi du centre de la travée. Les pilastres reposent sur une haute base composite de moulures creuses et pleines. Le fût comprend un panneau rectangulaire en creux menant au chapiteau de type corinthien rehaussé de volutes aux angles. Les voûtes couvrant l’édifice sont en briques maçonnées toutes boutisses en circonférence entre les doubleaux. Elles sont renforcées par des arcs formerets en croix maçonnés posés en panneresse et boutisse, d’une brique et demie d’épaisseur. 
Deux travées scandées par six pilastres composent la nef. Le revêtement de sol de celle-ci est actuellement constitué d’un granito, les dalles d’origine ayant été retirées lors du déménagement des chanoines ou du pillage durant la Révolution. Une balustrade avec des trophées d’instruments de musique et un buffet d’orgue surmonté d’une lyre et des monogrammes de Jésus et Marie occupaient la niche. Cette dernière, aujourd’hui vide, est encastrée dans la paroi mitoyenne à la tour gothique.	
Le transept est peu saillant et relie le chœur à la nef par des retours incurvés. C’est dans la croisée du transept que se concentrent les soins décoratifs et l’originalité architecturale. En effet, celle-ci est dotée d’une coupole surbaissée invisible à l’extérieur. Elle est réalisée en plâtre sur latte et formerets en bois. Une balustrade faite de planchettes découpées entoure intérieurement la coupole. Quant à l’ornementation, elle est composée de chutes de trophées en stuc situées sur les pans obliques des angles de la croisée. Des niches voûtées en coquille sont creusées dans la partie inférieure de ces pans de mur (excepté dans celui situé à l’ouest). Les décors en stuc, appliqués en hauteur, recèlent une symbolique iconographique liée aux quatre docteurs de l’église latine : Saint Ambroise, Saint Augustin, Saint Grégoire le Grand et Saint Jérôme. On distingue des éléments récurrents (le flambeau de la foi, le livre de docteur de l’église), des instruments liturgiques et des éléments végétaux différents selon le saint auxquels ils font référence. 
Le chœur, de même proportion que la nef, comporte deux travées et une abside en cul-de-four. Son sol est animé à la deuxième travée d’une grande rose bichrome insérée dans un carré. Cet ensemble est constitué de marbre noir et blanc. Les deux pilastres entourant la fenêtre centrale de l’abside se prolongent sous forme d’arcs-doubleaux jusqu’au sommet de la voûte. Un cloître était autrefois accolé au chœur de l’église ainsi qu’une sacristie sous voûte en coupole de brique, encore existante, elle. 

## Style
L’alliance des matériaux briques et pierre de Tournai résulte de l’influence du style Louis XIV tournaisien. De fait, le programme de reconstruction qu’imposa le roi soleil à la ville à partir de 1667 comprenait ces façades homogènes. Au siècle suivant, l’essor économique wallon, dont bénéficient les abbayes, et la diffusion des Lumières engendront à la fois la reconstruction des bâtiments conventuels et le développement du style néoclassique. On voit donc fleurir à cette époque dans l’architecture religieuse de nombreux exemples de construction néoclassique. C’est l’architecte Laurent-Benoît Dewez qui introduit le néoclassicisme chez nous en faisant la transition entre l’architecture rococo et le style Louis XVI. Les caractéristiques de celui-ci sont le recours aux pilastres plats à chapiteaux ioniques ou corinthiens, l’épuration du décor des frontons, la raréfaction des ornements et l’utilisation d’un répertoire Louis XVI (tresses, chutes de fleurs, …). Il y a également un réemploi des formes antiques (vases, pilastres, frontons, …). Une sous catégorie du mouvement néoclassique est le nouveau goût dit « à la grecque » où la décoration méditerranéenne est mise à l’honneur avec les attributs rustiques ou végétaux empruntés à la nature. Les trophées, qui s’accommodent bien avec ces thèmes, sont particulièrement sollicités. L’harmonie résulte des bonnes proportions et d’une géométrie alliant lignes droites et éléments incurvés. La dominante horizontale est soulignée par les bandeaux de pierre et les corniches qui longent toute la façade. C’est à cette époque que les stucateurs sont particulièrement actifs autant dans l’architecture civile que religieuse. Avec ce renouvellement du répertoire ornemental, les murs et plafonds sont décorés de médaillons et de trophées. On retrouve également, dans deux des trois niches, la marque du style rocaille avec les éléments de coquille et le subtil contraste entre les structures cadres et le réseau d’ornements décoratifs.